# Jordan Trail

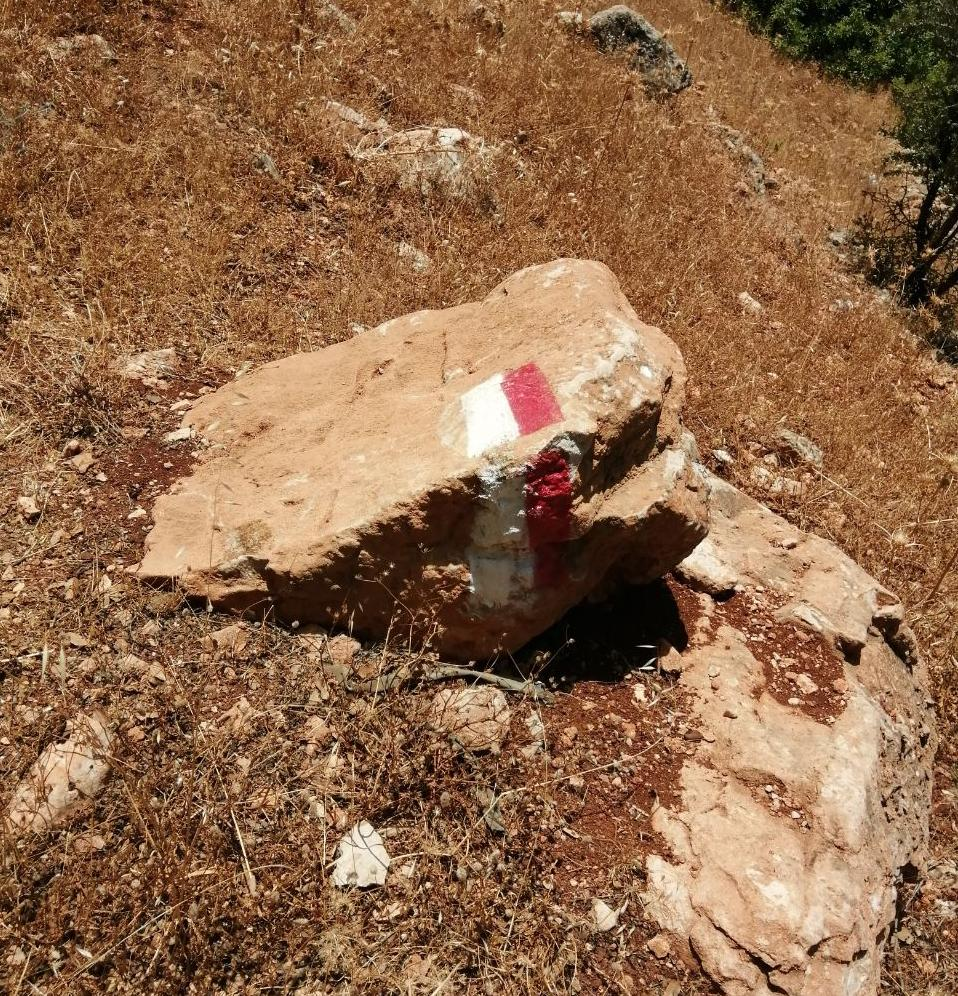
Jordan Trail, Markierung zwischen Beit Idis und Rasoun (2023)

Der Jordan Trail (arabisch درب الأردن, DMG Darb al-Urdunn) ist ein Weitwanderweg in Jordanien. Er durchquert das Land an seiner westlichen Seite vom äußersten Norden bei Umm Qais bis zum Golf von Akaba im Süden.

## Geschichte
Der Jordan Trail als ältester Weitwanderweg Jordaniens folgt in weiten Teilen der alten Handelsstraße von Ägypten nach Syrien, die unter dem Namen King’s Highway bekannt ist.
Die Idee eines Weitwanderwegs durch Jordanien kam erstmals in den 1990er Jahren auf, als das Wadi Rum touristisch immer stärker entwickelt wurde und zudem zu einem Zentrum des Rock Climbing wurde. Mehrere Personen und Organisationen, die eng in die wachsende Outdoor-Szene des Landes involviert waren, unterstützten die Entwicklung eines Konzepts und die Erkundung der einzelnen Abschnitte. Die durchgehende Entwicklung wurde letztlich von lokalen Enthusiasten aus den jeweiligen Regionen des Trails stark unterstützt: Beduinenstämme helfen dabei, die Abschnitt zwischen Petra, Wadi Rum und Akaba zu entwickeln, während die nördlichen Abschnitte und die Umgebung von Karak Unterstützung von lokalen Wanderern und Gruppen erhalten haben.
Die Jordan Trail Association wurde schließlich 2015 gegründet, um den gesamten Weg zu erschließen und zugänglich zu machen. Unter anderem mit Unterstützung durch den Tourismusverband Jordaniens wird das begleitende Angebot entlang des Wegs sukzessive entwickelt.

## Der Weg
Der Jordan Trail läuft über die ganze Länge Jordaniens von Umm Qais im Norden bis Akaba im Süden. Über 40 ausgewiesene Wandertage und mehr als 675 Kilometer Wegstrecke führt der offizielle Weg durch 75 Dörfer und Städte.
Eine gute Übersicht bietet die offizielle Webseite, die die einzelnen Abschnitte beschreibt. Ein Satellitenbild des Verlaufs auf der offiziellen Seite zeigt die gesamte Ausdehnung.
Reiseberichte zu Teilen des Trails gibt es inzwischen einige, z. B. bei Geo oder Lonely Planet. Auch werden geführte Touren unter Nutzung des Namens angeboten.